# Lithosia chrysargyrea
Lithosia chrysargyrea là một loài bướm đêm thuộc phân họ Arctiinae, họ Erebidae.